# Tate Armstrong
Michel Taylor "Tate" Armstrong (Moultrie , 5 de outubro de 1955) é um ex-basquetebolista estadunidense que conquistou a Medalha de ouro disputada nos XXI Jogos Olímpicos de Verão realizados em 1976 na cidade de Montreal, Canadá.